# Giorgio by Moroder
«Giorgio by Moroder» — песня, созданная французским дуэтом Daft Punk для их четвёртого студийного альбома Random Access Memories. Песня стала третьим треком альбома. В песне используется специально записанный монолог итальянского музыканта и продюсера Джорджо Мородера, рассказывающего о начале своей музыкальной карьеры.
«Giorgio by Moroder» участвовала в чартах Франции и Швеции благодаря цифровым загрузкам альбома. В 2016 году трибьют-коллектив Vitamin String Quartet, исполняющий инструментальные кавер-версии песен на смычковых инструментах, представил свою версию композиции в альбоме Vitamin String Quartet Performs Daft Punk’s Random Access Memories.
Фрагмент, в котором Мородер представляется: «Моё имя Джованни Джорджо, но все зовут меня Джорджо», приобрёл вирусную популярность в интернете и стал основой множества ремиксов и шуточных видео.

## Предыстория

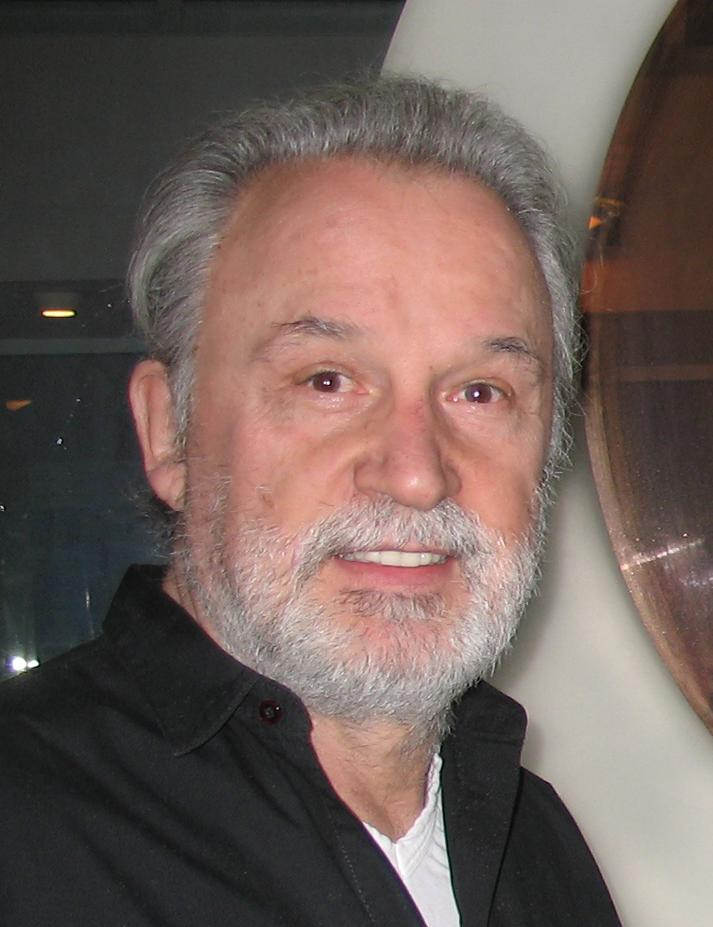
Джорджо Мородер

Впервые Джорджо Мородер упомянул о сотрудничестве с Daft Punk в мае 2012. Он рассказал, что записал монолог с рассказом о своей жизни для их грядущего альбома. Идеей Daft Punk было записать с ним объёмное интервью, а затем использовать вырезки из него для документальной песни. Песня должна была служить метафорой свободы в музыке, монолог Мородера, по замыслу создателей, представлял собой аналог истории музыки вне зависимости от вкусов и жанров. Музыканты прежде связывались с Мородером, рассчитывая сотрудничать с ним в работе над саундтреком к фильму «Трон: Наследие», однако планы не были реализованы.
Мородер объяснял, что он не был задействован в написании музыки или записи звука: «Они не позволили мне вмешиваться вообще. Тома спросил, хочу ли я рассказать историю своей жизни. После этого они уже знали, что делать». Позже он говорил, что не знал даже, как будет использован записанный материал его речи, не исключая и превращения его в рэп. Daft Punk построили композицию на основании демозаписи, сделанной на несколько лет раньше, поскольку им казалось, что в той записи чувствовался стиль Мородера. Позже, услышав финальную версию песни, Джорджо Мородер понял, что она была вдохновлена его работами, в частности записанной с Донной Саммер песней «I Feel Love».

## Производство
Питер Франко, один из звукоинженеров, работавших над Random Access Memories, рассказывал, что Daft Punk хотели провести тестовые записи в Henson Recording Studios в Лос-Анджелесе. По его словам, арпеджио, которое можно услышать в треке, было записано как раз на этих предварительных сессиях — «арпеджио проигрывалось слоями на разных MIDI-синтезаторах, создавая этот великий звук». Франко описал эти сессии как очень весёлые и был приятно удивлён, что некоторые материалы оказались в итоговом продукте.
Когда Мородер прибыл в студию для записи своего монолога, он был удивлён, обнаружив три микрофона для записи голоса вместо одного; сначала он решил, что это перестраховка на случай, если один из микрофонов выйдет из строя. Однако инженер звукозаписи объяснил, что первый микрофон из 1960-х, второй из 1970-х, а третий современный; все они будут использоваться для записи, чтобы воспроизводить разные периоды из жизни Мородера. На вопрос Джорджо, кто же сможет заметить различия в звуке, тот ответил «никто, кроме Тома». В записи голоса, которая заняла два дня, также участвовал гитарист Найл Роджерс.
Мородеру ничего не было известно о работе над песней до тех пор, пока за полгода до выхода альбома он не оказался в Париже в одной студии с Daft Punk. Один из инженеров рассказал ему, что работа над «Giorgio by Moroder» продвигается хорошо, однако ничего больше рассказать он не может. Мородер позже высказывал мнение, что дуэт мог быть более точным, когда они его интервьюировали, поскольку ему казалось, что он допустил несколько грамматических ошибок. Также он отметил, что если когда-нибудь решит написать автобиографию, то возьмёт за основу сделанные для Daft Punk записи. В состав делюкс-версии альбома Random Access Memories входит 10-дюймовая виниловая пластинка с расширенной версией интервью Мородера.
Как и в других треках альбома, в «Giorgio by Moroder» преимущественно использовались студийные музыканты для записи партий. Daft Punk доносили свои идеи до музыкантов с помощью партитуры, хотя в некоторых случаях мелодии просто насвистывались. Бангальтер приводил в пример, что просвистел для Омара Хакима полностью его драм-н-бейс-партию, а тот воспроизвёл её целиком для «Giorgio by Moroder». Поскольку дуэт стремился избежать использования семплов из распространённых библиотек, они записали новые с помощью профессиональных шумовиков из Warner Bros. Те воспроизвели звуки заполненного ресторана, поставив микрофоны рядом с группой людей, орудовавших вилками.

## Композиция
Песня написана в ля-миноре, в размере 4/4 и в темпе 112 ударов в минуту. Зак Барон из «GQ» описал трек как «Мородер с запинкой рассказывает о своей молодости в немецких клубах под стук метронома». Обозреватель «Mixmag» отметил, как согласуется речь рассказчика с изменениями в аккомпанементе для создания драматического эффекта: «когда Мородер говорит, что ему нужен был щелчок, метрономная дорожка начинает основную линию ударных». В другом обзоре было отмечено, что «после того, как он говорит, что все зовут его Джорджо, трек превращается в арпеджированную синтезаторную мечту». Журнал Q обратил внимание на изменения композиции из «электро в чистое диско, в прекрасную оркестровку, в бурю электронных ударных» и превращение под конец в традиционный хаус. Мэттью Хортон из NME отметил, что в завершении песни оставшаяся басовая партия забавно кончается ничем. Также некоторые отметили сходство в структуре «Giorgio by Moroder» с песней «Supernature» Марка Серрона и «The Chase» самого Мородера.

## Участники записи
- Daft Punk — синтезатор, клавишные
- Джорджо Мородер — вокал
- Пол Джексон-мл.[англ.] — гитара
- Грег Лиз[англ.] — педал-стил
- Крис Казуэлл — оркестровка, клавишные
- Натан Ист — бас-гитара
- Джеймс Генус[англ.] — бас-гитара
- Джон «JR» Робинсон[англ.] — ударные
- Омар Хаким[англ.] — ударные
- Куинн — перкуссия

## Чарты
| Чарт (2013)                                | Высшая позиция |
| ------------------------------------------ | -------------- |
| Франция (SNEP)                             | 54             |
| Швеция (Sverigetopplistan)                 | 57             |
| UK Streaming (Official Streaming Chart)    | 7              |
| США (Billboard Hot Dance/Electronic Songs) | 22             |